# Martin Mostböck
Martin Mostböck (* 1966 in Wien) ist ein österreichischer Architekt und Designer.

## Leben
Martin Mostböck studierte an der Technischen Universität Wien Architektur und diplomierte 1994. Nach dem Architekturstudium arbeitet er bei Coop Himmelb(l)au an verschiedenen Architektur-, Designprojekten und Wettbewerben. Neben seiner Tätigkeit als Architekt und Designer ist Mostböck Vortragender an der Technischen Universität Wien. Er lebt in Wien.

## Werk
Seine ersten Möbel- und Leuchtenentwürfe entstanden in den 1990er Jahren. Damals zeigten seine Kreationen schon eine gewisse Affinität zur Kunst. Das Experimentelle, verbunden mit einem Hauch Ironie, prägen die frühen Arbeiten. So entstand 2001 der Stuhl „Garcia“, der in die Sammlung des MAK Wien aufgenommen wurde.
Seine Arbeiten finden sich in der Sammlung des MAK Wien dem Chicago Athenaeum Museum of Architecture and Design und der permanenten Sammlung des Hofmobiliendepots.
Seine Sessel „Best Friends Chair/BFC“ und „Garcia“ wurden in die permanente Sammlung des MAK und des Museum of Arts and Design, New York, US aufgenommen. Der Sessel „Garcia“ wurde außerdem in die permanente Sammlung des Hofmobiliendepots aufgenommen.
Der Sessel FLAXX aus 100 % recyclingfähigen Material wurde in die ständige Sammlung des Design Museum Holon, Tel Aviv, IL aufgenommen.

## Auszeichnungen
- 2005 Österreichischer Staatspreis Adolf Loos Staatspreis Design, Nominierung in der Kategorie Räumliche Gestaltung
- 2006 Internationaler Designpreis Baden-Württemberg Focus in Silber des Design-Center Stuttgart[6]
- 2006 red dot award des Design Zentrums Nordrhein-Westfalen e. V.[7]
- 2009 red dot award des Design Zentrums Nordrhein-Westfalen e. V., Sieger in der Kategorie product design im Bereich „Garten“[8]
- 2009 Green GOOD DESIGN Award Chicago Athenaeum, Museum of Architecture and Design Chicago[9]
- 2011 Green GOOD DESIGN Award Chicago Athenaeum, Museum of Architecture and Design Chicago[10]
- 2012 Architekturpreis des Landes Burgenland Auszeichnung für My Cousins House in Oberpullendorf[11]
- 2013 FLAXX ist Teil der permanenten Sammlung des Design Museum Holon, Tel Aviv, IL[12]
- 2013 “Best Friends Chair/BFC” ist Teil der permanenten Sammlung des Museum of Arts and Design, New York, US[13]
- 2014 FLAXX chair selected as a Finalist in the Architizer A+ Awards, New York[14]
- 2014 red dot award des Design Zentrums Nordrhein-Westfalen e. V.[15]
- 2017 Finalist the Office of the Year 2017 Award, Vienna, A
- 2018 DAS BESTE HAUS Award 2018, Vienna, A[16]
- 2018 European Product Design Award 2018, Brussels, BE[17]
- 2019 BIG SEE INTERIOR DESIGN AWARD 2019, Ljubljana, SLO[18]
- 2019 GOOD DESIGN AWARD 2019, The Chicago Athenaeum, Museum of Architecture and Design, US[19]
- 2019 Gebaut 2019, Architecture Award - City of Vienna, Vienna, A[20]
- 2020 BIG SEE WOOD DESIGN AWARD 2020, Ljubljana, SLO[21]
- 2020 Climate-Active Gold Award 2020, The Federal Ministry for Climate Protection, Environment, Energy, Vienna, A[22]
- 2021 GREEN GOOD DESIGN AWARD 2021, The Chicago Athenaeum, Museum of Architecture and Design, US[23]

## Bibliografie
- AID - Architecture Interiors Design, Salzburg 2015, ISBN 978-3-7025-0807-4.

## Museum Sammlungen
- Permanent collection of the MUSEUM OF ARTS AND DESIGN, New York, US[25]
- Permanent Collection of the DESIGN MUSEUM HOLON, Tel Aviv, IL[26]
- Collection of the Chicago Athenaeum, Museum of Architecture and Design, Chicago, US[27]
- Permanent Collection of mak (Austrian Museum of Applied Arts/Contemporary Art) Vienna[28]
- Permanent Collection of M MD (Imperial Furniture Collection), Vienna[29]